# Bayerisches Verwaltungsgericht Bayreuth
Das Bayerische Verwaltungsgericht Bayreuth wurde am 1. Dezember 1949 errichtet. Es ist das jüngste der sechs bayerischen Verwaltungsgerichte. In acht Kammern sind 34 Berufsrichter tätig.

## Sitz und Zuständigkeit
Wie jedes der Bayerischen Verwaltungsgerichte (VG) hat das VG Bayreuth seinen Sitz am Ort der Regierung des jeweiligen Regierungsbezirks. Der Regierungsbezirk Oberfranken bildet somit auch den örtlichen Zuständigkeitsbereich des Gerichts.

## Gerichtsgebäude

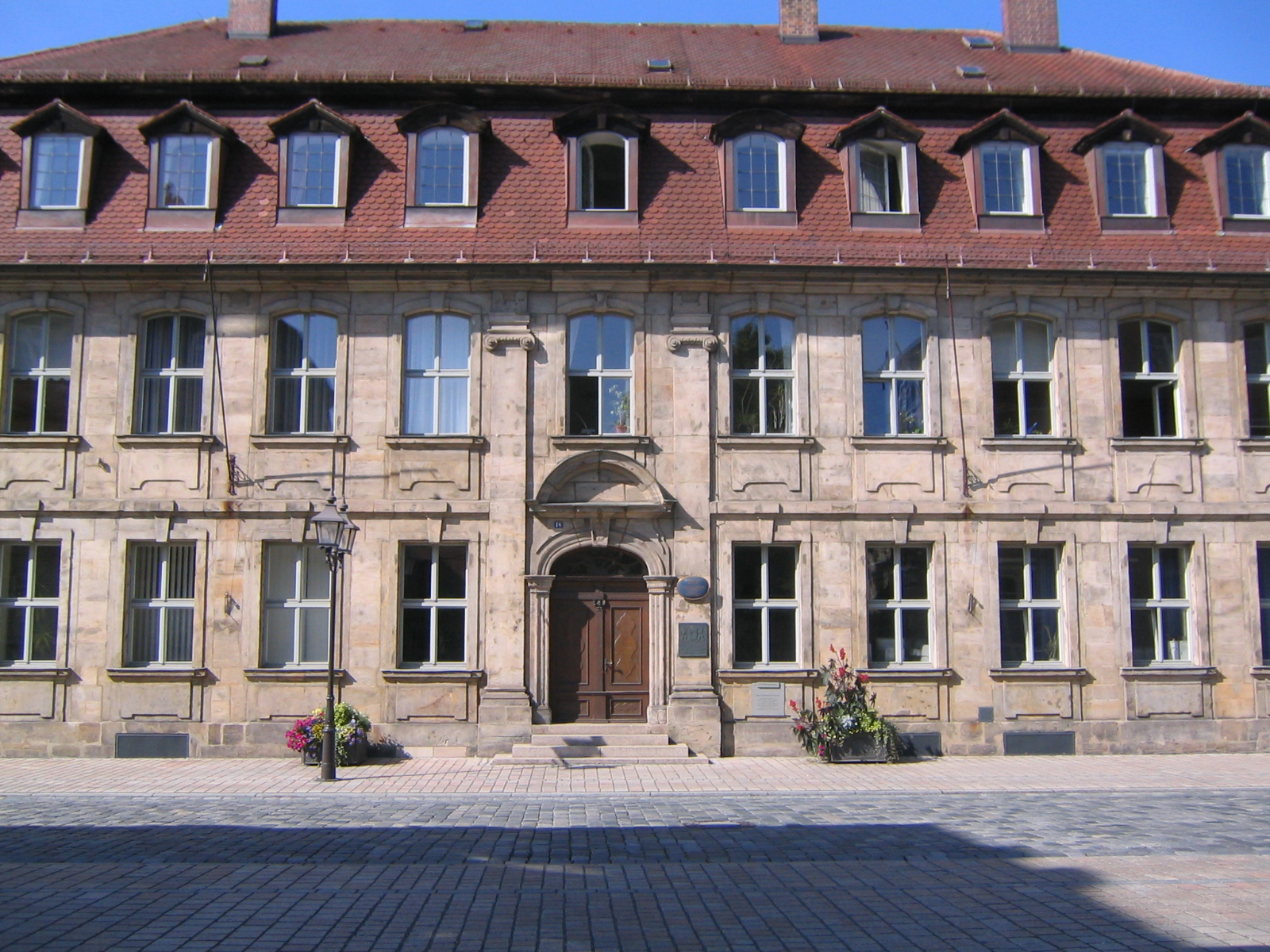
Hauptfassade des Verwaltungsgerichts Bayreuth

Nach einer zunächst nur provisorischen Unterbringung bezog das Gericht im Jahre 1950 die Räumlichkeiten im ehemaligen Meyern'schen Palais in der Friedrichstraße 16 in Bayreuth. Das 1751 fertiggestellte Gebäude wurde nach Plänen des seinerzeitigen Bayreuther Hofarchitekten Joseph Saint-Pierre (1708/9–1754) für Johann Gottlob von Meyern errichtet. Von 1756 bis 1763 war in dem Haus die „Akademie der freien Künste und Wissenschaften“ untergebracht. Seit 1880 hatte das Gebäude als Offizierskasino gedient und stand bis Kriegsende im Eigentum der Reichswehr bzw. Wehrmacht.

## Übergeordnete Gerichte
Das dem Verwaltungsgericht Bayreuth übergeordnete Gericht ist der Bayerische Verwaltungsgerichtshof. Diesem übergeordnet ist das Bundesverwaltungsgericht.

## Präsident
Dem Gericht steht der Präsident des Verwaltungsgerichts Thomas Weber vor.